# Lei dos Sexagenários
A Lei dos Sexagenários, oficialmente Lei n.º 3.270/1885, também conhecida como Lei Saraiva-Cotegipe, foi uma lei abolicionista promulgada no Império do Brasil em 28 de setembro de 1885. A lei concedia liberdade aos escravizados com 60 anos de idade ou mais, mediante uma complexa série de condições, incluindo a prestação de trabalho forçado por três anos a título de indenização aos seus antigos senhores.
Embora seu efeito prático na libertação de cativos tenha sido extremamente limitado — dado que a esperança de vida de um escravizado era drasticamente inferior aos 60 anos — a lei representou um momento crucial na crise do sistema escravista. Sua tramitação expôs as profundas divisões políticas entre os escravocratas, representados principalmente pela lavoura cafeeira, e o crescente e multifacetado movimento abolicionista.
Originada a partir do Projeto Dantas, uma proposta mais radical do gabinete liberal de Sousa Dantas em 1884, a lei enfrentou forte resistência da elite agrária. A crise política resultante levou à queda de dois gabinetes e à dissolução da Câmara dos Deputados. A versão finalmente aprovada, sob a articulação do conservador Barão de Cotegipe, foi considerada uma vitória dos proprietários de escravos e uma grande decepção para os abolicionistas, que a viram como um mecanismo para retardar a abolição total, que só ocorreria três anos depois com a Lei Áurea.

## Contexto Histórico

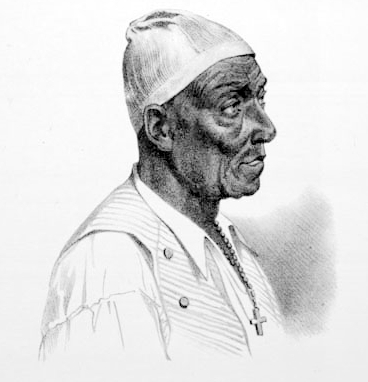
Um escravo idoso, retratado por Johann Moritz Rugendas. A baixa expectativa de vida dos cativos tornava o alcance da Lei dos Sexagenários extremamente limitado.

A década de 1880 representou o ápice da crise do sistema escravista no Brasil. O país era uma das últimas nações independentes das Américas a manter a escravidão, sofrendo intensa pressão diplomática e econômica, principalmente do Império Britânico, desde a promulgação da Lei Eusébio de Queirós em 1850. Internamente, o movimento abolicionista ganhava força e capilaridade, extrapolando os círculos parlamentares e intelectuais para se tornar uma causa popular.
Ações de resistência dos próprios escravizados, como fugas em massa, formação de quilombos (como o famoso Quilombo do Jabaquara em Santos) e a judicialização da liberdade, criavam um clima de instabilidade social e prejuízos econômicos para os senhores. O Exército Brasileiro, fortalecido após a Guerra do Paraguai, também demonstrava relutância em continuar atuando como capitão-do-mato na captura de fugitivos.

### A Elite Cafeeira e a Resistência à Abolição
A principal força de oposição à abolição vinha dos cafeicultores do Vale do Paraíba, cuja produção ainda era massivamente dependente da mão de obra escrava. Para esta elite, a abolição sem uma vultosa indenização por parte do Estado era vista como uma catástrofe econômica e uma violação do direito de propriedade. As leis abolicionistas anteriores, como a Lei do Ventre Livre (1871), foram concebidas como processos graduais que visavam justamente apaziguar os ânimos e adiar uma solução definitiva, mantendo o controle do processo nas mãos das elites políticas e econômicas. É nesse cenário de embate entre um abolicionismo crescente e uma elite agrária entrincheirada que a proposta da Lei dos Sexagenários surge.

## O Caminho para a Lei: Do Projeto Dantas à Sanção
A tramitação da lei foi um dos processos mais conturbados da história parlamentar do Império, evidenciando a polarização política e a centralidade da "questão servil".

### O Projeto Dantas e a Crise Política
Em 1884, o presidente do Conselho de Ministros, o liberal Sousa Dantas, atendendo às pressões do movimento abolicionista e do próprio Imperador D. Pedro II, apresentou um pacote de propostas à Câmara. O ponto mais controverso do Projeto Dantas era a libertação dos escravizados com mais de 60 anos sem qualquer tipo de indenização aos senhores. O projeto também previa uma nova tabela de valores para as alforrias e um aumento de impostos sobre os proprietários rurais, visando acelerar a emancipação.
A reação da bancada escravocrata foi imediata e violenta. Argumentando que a medida era um "confisco" e uma ameaça à ordem social, os deputados conservadores e liberais dissidentes se uniram para derrubar a proposta. A crise política se aprofundou, levando D. Pedro II a dissolver a Câmara dos Deputados e convocar novas eleições. Mesmo com a nova legislatura, o gabinete Dantas não conseguiu sustentar o projeto original e caiu em maio de 1885.

### Os Gabinetes Saraiva e Cotegipe: A Negociação da Lei
Para contornar o impasse, o Imperador nomeou o também liberal José Antônio Saraiva para formar um novo gabinete. Saraiva, considerado mais moderado, apresentou um novo projeto que reintroduzia o princípio da indenização. A liberdade dos sexagenários não seria imediata, mas condicionada à prestação de serviços por três anos. Apesar da concessão, o projeto ainda enfrentou resistência e Saraiva, sem apoio suficiente, também renunciou.
A solução final veio com a nomeação de um adversário ferrenho do abolicionismo, o conservador João Maurício Wanderley, Barão de Cotegipe. Como chefe de gabinete, Cotegipe assumiu a tarefa de aprovar o projeto de Saraiva, garantindo que não haveria mais emendas favoráveis aos abolicionistas. Ele manobrou politicamente para aprovar a lei rapidamente, satisfazendo a elite agrária e apresentando uma "solução" para a pressão abolicionista. A lei, nascida liberal, foi assim sancionada por um gabinete conservador, sendo por isso chamada de Lei Saraiva-Cotegipe.[carece de fontes?]

## Análise Detalhada da Lei (Disposições)
O texto final da Lei n.º 3.270 era complexo e continha diversas cláusulas que, na prática, limitavam a liberdade que concedia. Suas principais disposições eram:
- Art. 1º - Libertação Condicionada: Extinguia a escravidão para os cativos de 60 anos ou mais, mas os obrigava a um "serviço a título de indenização".

§ 1º - A "Indenização" através do Trabalho: O liberto ficaria "obrigado a prestar, a título de indenização pela sua alforria, serviços por mais 3 anos ao seu ex-senhor". A obrigação cessaria se o liberto atingisse 65 anos de idade. Isso significava que um escravizado de 60 anos ainda trabalharia de graça por três anos, e um de 64, por um ano.
- § 2º - Remissão do Serviço: O serviço poderia ser dispensado mediante pagamento de um valor, o que era inviável para a quase totalidade dos cativos.[2]

- Art. 3º - Controle Social e Restrições: Estabelecia mecanismos rígidos de controle sobre os libertos.

§ 8º - Domicílio Obrigatório: O liberto era obrigado a manter residência no município onde foi alforriado por cinco anos. A saída sem autorização o transformava em "vagabundo".
§ 9º - Punição por "Vadiagem": Aquele considerado "vagabundo" seria "aprendido pela Polícia para ser empregado em trabalhos públicos ou colônias agrícolas". Críticos apontaram que isso era uma forma de manter o trabalho compulsório sob nova roupagem.
- Art. 4º - O Fundo de Emancipação e a Matrícula: A lei determinava um novo recenseamento e matrícula de todos os escravos do Império. Qualquer escravizado não registrado seria considerado livre. A lei também alterava a destinação do Fundo de Emancipação, criado pela Lei do Ventre Livre.

§ 4º - Prioridade de Libertação: O fundo passaria a ser usado prioritariamente para libertar, por indenização, os escravos em propriedades agrícolas e de engenhos, atendendo diretamente aos interesses dos grandes latifundiários.

## Consequências e Impacto

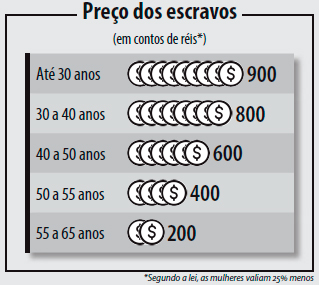
Valores de indenizações previstos na lei por faixa etária (fonte: Agência Senado)

As consequências diretas da lei foram mais políticas e simbólicas do que práticas, mas revelaram as estratégias da elite para conduzir o fim da escravidão em seus próprios termos.

### Impacto Demográfico e Estatístico
O número de escravizados diretamente beneficiados pela lei foi irrisório. A expectativa de vida de um cativo no século XIX era baixíssima, em torno de 21 anos. O Censo de 1872, o único realizado durante o Império, registrou 1.510.806 escravos no Brasil. Estimativas para 1887 apontavam cerca de 723 mil escravos no total, dos quais apenas 28.885 (cerca de 4%) tinham mais de 55 anos. Os senhores, ademais, frequentemente fraudavam a idade de seus escravos nos registros, "rejuvenescendo-os" para evitar a alforria, uma prática que a nova matrícula visava, sem muito sucesso, coibir.

### O Desvio do Fundo de Emancipação para a Imigração
Uma das consequências mais graves e menos discutidas da lei foi a consolidação do desvio de finalidade do Fundo de Emancipação. Estudos demonstram que, entre 1884 e 1888, a maior parte dos recursos que deveriam ser usados para libertar escravos foi, na verdade, alocada para subsidiar a vinda de imigrantes europeus, principalmente para as lavouras de café de São Paulo. A lei, portanto, não só falhou em promover a liberdade em larga escala, como também ajudou a financiar a substituição do trabalhador negro pelo europeu, num claro projeto de branqueamento da população e exclusão do liberto do mercado de trabalho formal.

### A Judicialização da Liberdade
Apesar de suas limitações, a lei, assim como as anteriores, foi utilizada como instrumento jurídico por escravizados e abolicionistas. Advogados como Luiz Gama (falecido em 1882, mas cujo legado inspirou muitos) e Rui Barbosa atuaram em casos de "ações de liberdade". A exigência de uma nova matrícula, por exemplo, abriu brechas para que escravos não registrados corretamente pleiteassem sua liberdade nos tribunais, intensificando a luta legal contra a escravidão.

## Reações e Legado

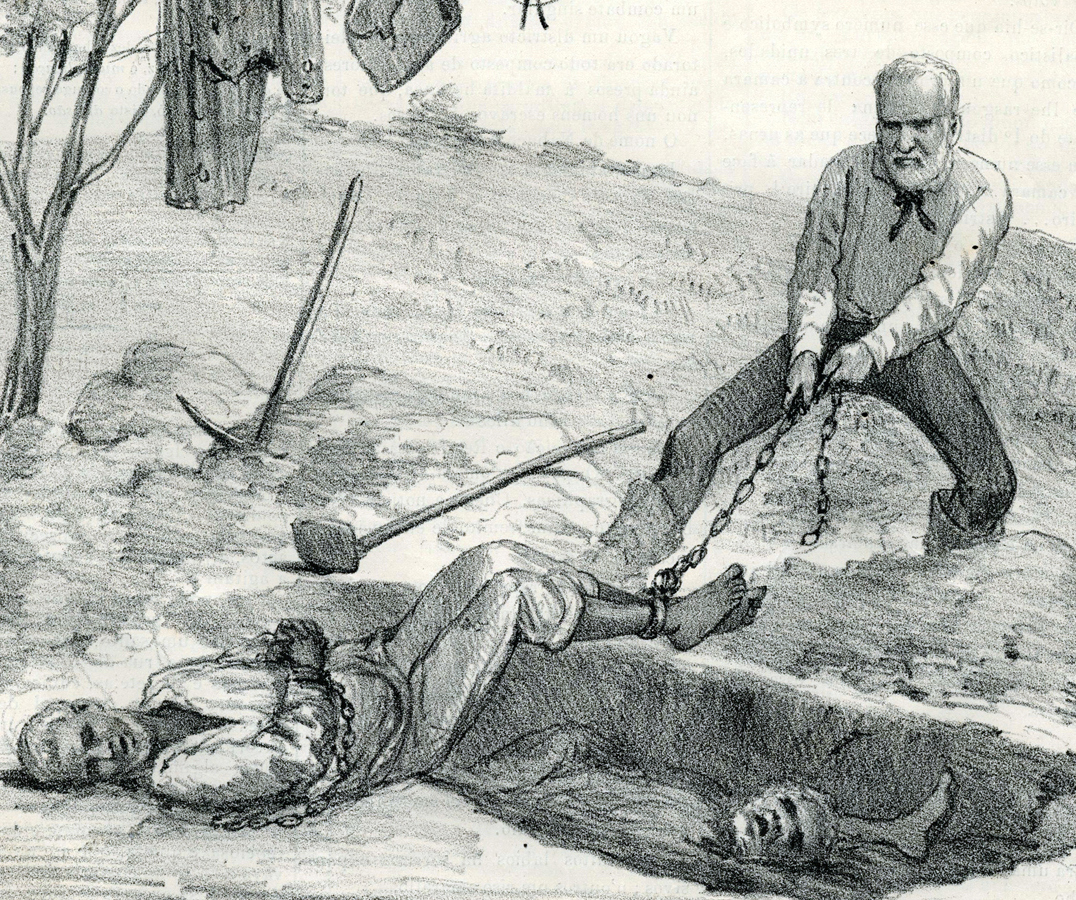
Charge de Angelo Agostini na capa da Revista Illustrada, número 413, de 1885. Na legenda original: "O coveiro dos sexagenários, disse Joaquim Nabuco, no seu primeiro discurso na Câmara dos Deputados. (5 de julho) / Pobres velhos! O Dantas deu-lhes esperança de morrerem livres. O Saraiva quer enterrá-los algemados!"

A promulgação da lei foi recebida com profundo ceticismo e críticas por parte do movimento abolicionista. Joaquim Nabuco, um dos maiores líderes da causa, considerou a lei uma "burla" e uma vitória reacionária. Em seus discursos, Nabuco afirmou que a lei não representava o "sentimento nacional" e que o projeto original de Dantas havia sido "mutilado" para servir aos interesses da "lavoura em pânico". Para os abolicionistas, a lei era uma tentativa de "salvar a escravidão da morte que a ameaçava".
A imprensa abolicionista, especialmente através das charges de Angelo Agostini na Revista Illustrada, ridicularizou a lei, expondo sua crueldade e ineficácia. As imagens retratavam escravos moribundos recebendo uma liberdade inútil, simbolizando a percepção de que a lei era uma esmola concedida tarde demais.
O Barão de Cotegipe, ao aprovar a medida, acreditava ter resolvido a questão, afirmando no Senado que esperava que "não se fale mais em abolição". Sua previsão se mostrou completamente equivocada. A lei, ao invés de apaziguar os ânimos, radicalizou o movimento abolicionista, que percebeu que a emancipação gradual e controlada pelas elites seria sempre insuficiente. A mobilização popular e a resistência escrava se intensificaram nos três anos seguintes, tornando a situação insustentável e forçando a elite política a capitular com a assinatura da Lei Áurea em 1888.
A historiadora Emília Viotti da Costa sintetiza o significado da lei:
"Foi uma tentativa desesperada daqueles que se apegavam à escravidão para deter a marcha do processo. Mas era tarde demais. O povo arrebatara das mãos das elites a direção do movimento. A abolição tornara-se uma causa popular [...] O movimento agora era incontrolável. Nada podia detê-lo."

### Análise Comparativa: A Lei Moret Espanhola
Em um contexto comparativo, a Lei dos Sexagenários se assemelha à Lei Moret, promulgada pela Espanha em 1870 para suas colônias, especialmente Cuba e Porto Rico. A Lei Moret também previa a liberdade dos nascituros (similar à Lei do Ventre Livre) e dos escravos com mais de 60 anos. Ambas foram estratégias de emancipação gradual, projetadas para aplacar pressões internacionais e internas, enquanto se protegia a propriedade e os interesses dos senhores, principalmente nas economias de plantation (açúcar em Cuba, café no Brasil).